# Deutsche Handballmeisterschaft 1956
Die Deutsche Handballmeisterschaft 1956 war die siebte vom DHB ausgerichtete Endrunde um die Deutsche Meisterschaft im Hallenhandball der Männer. Sie wurde am 3. und 4. März 1956 im Berliner Sportpalast ausgespielt, in einem Endrundenturnier mit Gruppenphase in der Vorrunde. Die Vorrundenbegegnungen am 3. März sahen 6.000, zur Finalrunde am nächsten Tag fanden sich 7.000 Zuschauer ein.
Der Berliner SV 1892 errang den Titel Deutscher Handballmeister in der Halle nun auch erstmals offiziell, nach der vom DHB nicht anerkannten Zonenmeisterschaft 1948. Das mit 3:2 gewonnene Endspiel gegen den THW Kiel war das torärmste aller Finalspiele in der Geschichte dieser Endrundenturniere.

## Modus
Teilnahmeberechtigt an der Endrunde waren die Meister der fünf Regionalverbände sowie der Vizemeister des gastgebenden Verbandes, in diesem Jahr des Berliner Handballverbands. In zwei Vorrundengruppen qualifizierten sich die jeweils ersten beiden Mannschaften für das Halbfinale, die jeweils Gruppenletzten spielten um Platz fünf.
In der Vorrundengruppe A spielten der BSV Solingen 98 (Regionalverbandsmeister West), die Reinickendorfer Füchse (Regional-/Landesverbandsmeister Berlin) und der Titelverteidiger TC Frisch Auf Göppingen (Regionalverbandsmeister Süd).
In der anderen Gruppe trafen der THW Kiel (Regionalverbandsmeister Nord), der Berliner SV 1892 (Vizemeister Regional-/Landesverband Berlin) und die TSG Haßloch (Regionalverbandsmeister Südwest) aufeinander.
Die Spieldauer betrug 2 × 20 Minuten; bei Gleichstand nach regulärer Spielzeit war eine Verlängerung von 2 × 5 Minuten vorgesehen. Das Spiel um Platz drei zwischen Solingen und Göppingen stand auch nach der Verlängerung noch unentschieden und wurde erst in einer zweiten Verlängerung entschieden.

## Turnierverlauf
Der THW Kiel schaltete auf seinem Weg ins Finale die beiden früheren Meistervereine aus – den vierfachen Meister SV Polizei Hamburg schon in der Qualifikation bei den Regionalmeisterschaften in Norddeutschland, den Meister der letzten beiden Jahre, TC Frisch Auf Göppingen, im Halbfinale dieser Endrunde. Der neue Deutsche Meister BSV 1892 dagegen war nur als Vizemeister des Berliner Verbandes für die Endrunde qualifiziert, weil das Reglement für den gastgebenden Verband einen zweiten Startplatz vorsah. Der BSV gewann das Vorrundenspiel gegen den THW knapp, aber beide Vereine qualifizierten sich für das Halbfinale, besiegten die Gegner der anderen Vorrundengruppe und trafen daher im Finale erneut aufeinander.
In einem „dramatisch [verlaufenden] Endspiel“ waren beide Mannschaften zunächst in erster Linie darauf bedacht, keinen Gegentreffer zu erhalten: in den ersten 12 Minuten der ersten Halbzeit fiel kein Tor. Dann konnten sich die Kieler mit 2:0 etwas absetzen, in der zweiten Hälfte konnten die Berliner den Vorsprung aber ausgleichen und in der Verlängerung vier Minuten vor dem Ende den entscheidenden dritten Treffer setzen.
Im Spiel um den dritten Platz konnte sich der westdeutsche Meister aus Solingen nach zweimaliger Verlängerung überraschend gegen die favorisierten Göppinger durchsetzen.

### Vorrunde
Vorrundenspiele Gruppe A, 3. März
BSV Solingen 98 – Reinickendorfer Füchse: 5:4
TC Frisch Auf Göppingen – Reinickendorfer Füchse: 6:4
TC Frisch Auf Göppingen – BSV Solingen 98: 12:6
|    | Abschlusstabelle Gruppe A | Sp. | S | U | N | Tore  | Diff. | Punkte |
| -- | ------------------------- | --- | - | - | - | ----- | ----- | ------ |
| 1. | TC Frisch Auf Göppingen   | 2   | 2 | 0 | 0 | 18:10 | +8    | 4:0    |
| 2. | BSV Solingen 98           | 2   | 1 | 0 | 1 | 11:16 | −5    | 2:2    |
| 3. | Reinickendorfer Füchse    | 2   | 0 | 0 | 2 | 8:11  | −3    | 0:4    |

Vorrundenspiele Gruppe B, 3. März
THW Kiel – TSG Haßloch: 8:5
Berliner SV 1892 – TSG Haßloch: 6:3
Berliner SV 1892 – THW Kiel: 5:4
|    | Abschlusstabelle Gruppe B | Sp. | S | U | N | Tore  | Diff. | Punkte |
| -- | ------------------------- | --- | - | - | - | ----- | ----- | ------ |
| 1. | Berliner SV 1892          | 2   | 2 | 0 | 0 | 11:7  | +4    | 4:0    |
| 2. | THW Kiel                  | 2   | 1 | 0 | 1 | 12:10 | +2    | 2:2    |
| 3. | TSG Haßloch               | 2   | 0 | 0 | 2 | 8:14  | −6    | 0:4    |

### Finalrunde
Halbfinale, 4. März
TC Frisch Auf Göppingen – THW Kiel: 5:7 nach Verlängerung
Berliner SV 1892 – BSV Solingen 98: 6:2
Spiel um Platz fünf, 4. März
Reinickendorfer Füchse – TSG Haßloch: 4:3
Spiel um Platz drei, 4. März
TC Frisch Auf Göppingen – BSV Solingen 98: 8:9 nach zweimaliger Verlängerung
Finale, 4. März
Berliner SV 1892 – THW Kiel: 3:2 nach Verlängerung (2:2; Halbzeit: 0:2)